# Porenwasser
Als Porenwasser wird in den Geowissenschaften jener Wasseranteil bezeichnet, der in feinen Hohlräumen des Bodens und des oberflächennahen Gesteins enthalten ist. Der Wassergehalt kann je nach Substrat von einigen Prozent (z. B. bei Graniten) bis etwa zur Hälfte reichen (bei porösen Substraten) und ist für das mechanische und hydrologische Verhalten des Bodens von entscheidender Bedeutung und ist bei der Messung der Rohdichte zu berücksichtigen.
Durch wechselnden Wassergehalt kommt es u. a. zu Phänomenen der Denudation, des Bodenkriechens, zur Entstehung von Muren und anderer Bewegungen an Rutschhängen. Die Frostsprengung in Poren und Klüften kann Auslöser von Bergstürzen sein, aber auch zur Lockerung von Ackerboden beitragen (siehe Frostgare). Allgemein ist das Porenwasser für die Verhältnisse im Grundwasser, dessen langsame Strömungen verantwortlich, und der von Luft oder Wasser erfüllte Porenanteil im Boden für die Nahrungsverhältnisse der Pflanzen.
Bei der langsamen Verfestigung von Sedimenten, der Kompaktion, spielt der durch Druck und Wärme im Erdinnern sinkende Anteil des Porenwassers die entscheidende Rolle. Das Wasser diffundiert, dem Druckgradienten folgend, in höhere Gesteinsschichten, die Poren verkleinern sich und die Dichte des Gesteins steigt je nach ursprünglicher Konsistenz und aktueller Tiefe um einige Prozent bis zu 20 Prozent. Gesteine, die größere Mengen Porenwasser enthielten, werden oft zum Speichergestein für aus organischen Sedimenten gebildetes Erdöl oder Erdgas. Reste des Wassers treten meist bei der Förderung als Salzwasser zutage.
Der Porenwasserdruck ist ein Maß für den ungerichteten Druck des Porenwassers im Locker- oder Festgestein. Über den hydrostatischen Druck hinaus entsteht in Substraten mit geringer Wasserdurchlässigkeit ein Porenwasserüberdruck, wenn sich infolge einer auf den Boden wirkenden Belastung der dem Gleichgewichtszustand entsprechende Wassergehalt nur verzögert einstellt.